# Mustapha Yaghcha
Mustapha Yaghcha (àrab: مصطفى يغشا)  (Marroc, 1949) és un exfutbolista marroquí de la dècada de 1970.
Fou internacional amb la selecció del Marroc.
Pel que fa a clubs, destacà a Difaa El Jadida.